# المنتیس
المنتیس (انگلیسی: Elementis) شرکت صنایع شیمیایی بریتانیایی است، که در سال ۱۸۴۴ تأسیس شد.